# Факкин, Карло
Карло Факкин (итал. Carlo Facchin; 27 августа 1938, Портогруаро, Венеция — 27 ноября 2022, Рим) — итальянский футболист и тренер.

## Карьера
Будучи футболистом, выступал на позиции левого крайнего нападающего. В 1964 году дебютировал в Серии A в составе клуба «Катания». В дальнейшем Факкин выступал за такие известные итальянские команды, как «Торино» и «Лацио». В составе первой он становился обладателем Кубка страны.
Став тренером, Факкин, помимо работы с различными клубами, несколько лет возглавлял сборную Италии по мини-футболу. В 1996 году вместе с ней он занял четвёртое место на первом экспериментальном Чемпионате Европы в Испании и участвовал в чемпионате мира в Испании. В 1999 году специалист был главным тренером женской сборной страны во время чемпионата мира в США.

## Достижения
- Обладатель Кубка Италии: 1967/68
- Обладатель Полупрофессионального Кубка Италии: 1978/79[3]